# アレクサンドル・ヴェルホフスキー

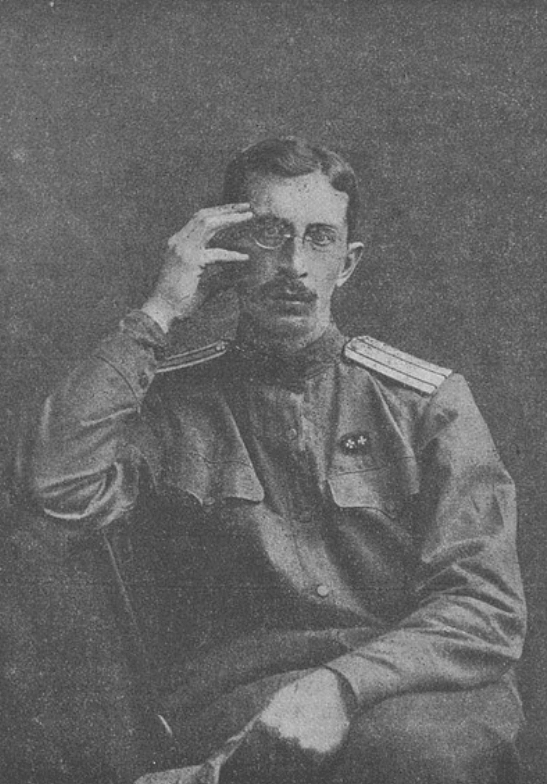
1917年撮影

アレクサンドル・イワノヴィッチ・ヴェルホフスキー（ロシア語: Алекса́ндр Ива́нович Верхо́вский、1886年11月27日（グレゴリオ暦12月9日） - 1938年8月19日）は、ロシア帝国、ソビエト連邦の軍人。ロシア帝国軍時代の最終階級は少将、労農赤軍では旅団長。ロシア革命時、軍事大臣を務めた。赤軍大粛清の犠牲者。

## 経歴

### ロシア帝国軍
サンクトペテルブルク出身。1905年、自由主義・立憲制的思想のため、パジュ団（貴族幼年学校）から除籍される。砲兵大隊の誘導手として日露戦争に従軍し、ゲオルギー十字勲章を受章し、将校に任官する。1905年～1908年、ゲリシングフォルスに勤務。1911年、ニコライ参謀本部アカデミーを卒業。第一次世界大戦勃発と共に、第3フィン狙撃旅団本部先任副官となる。
- 1915年 - 第22軍団作戦班長
- 1915年7月 - 第9軍本部補給総監課先任副官補佐代行
- 1915年12月 - 第7軍本部補給総監局班長補佐
- 1916年2月 - 第7軍本部補給総監班先任副官
- 1916年3月 - 海上からのトラペズンド占領のために組織された軍集団の参謀長
- 1916年9月 - ルーマニア軍参謀本部附属ロシア軍代表作戦担当補佐官
- 1916年11月 - 黒海上陸部長本部地上部隊担当艦隊参謀補佐官
- 1917年2月16日 - 独立黒海師団参謀長代行

二月革命後、帝政打倒を積極的に支持した。

### ロシア革命
1917年3月、セヴァストポリ労働者代議員会議の議員兼議長同志に選出される。3月末、法令・憲章再検討委員会の業務のためペトログラードに赴く。その後、セヴァストポリに戻り、現地兵士委員会の仕事に参加した。5月31日、モスクワ軍管区司令官となり、ニジニー・ノヴゴロド、トヴェリ、ウラジーミル、リペツク、エリツァ等の兵士の行動を鎮圧した。ラーヴル・コルニーロフ将軍の行動時、管区に戒厳令を布き、コルニーロフ派の将校を全員罷免した。8月30日、モギリョフ攻撃に5個連隊を割く。ヴェルホススキーの命令により、陸軍・海軍将校連盟モスクワ支部の捜索が行われた。
8月30日、軍事大臣に任命。軍事大臣としては、後方の負担軽減と部隊強化を試み、軍内の選挙制には反対した。10月20日、ロシアの即時戦争離脱を要求した。
十月革命後、10月21日に休暇を取らされ、ヴァラームに移った。11月3日、エスエル中央委員会の委員達と共にペトログラードに戻り、「全社会主義政府」の組織を試みたが、この計画は失敗し、ヴェルホフスキーは政治活動から外された。1918年夏、エスエルへの関与の嫌疑でチェーカーにより逮捕されたが、間もなく釈放された。

### 赤軍
1919年、赤軍に志願。全露参謀本部本部長の管轄下に入り、その後、西部軍の軍事教育施設監察官となる。1920年5月から労農赤軍最高司令官附属特別会議議員。1920年6月から軍事教育施設総局の管轄下に入り、同年8月に主任監察官となる。1922年6月から労農赤軍軍事アカデミー主任指導官。1922年、国際会議のソビエト代表団の軍事専門官。1930年、北カフカーズ軍管区参謀長。
1931年7月18日、反ソ活動の嫌疑でOGPU参事会により死刑を言い渡されるが、12月2日、懲役10年に減刑された。1934年9月17日、仮釈放。1936年、旅団長の階級を授与される。1939年8月19日、ソ連最高裁判所軍事部会により再び死刑を言い渡され、即日執行された。
1956年、名誉回復。